# 王諤 (正德進士)
王諤（1476年6月16日—？），字直夫，號青門，陕西西安右護衛軍籍，白水縣人，明朝政治人物，同進士出身。

## 生平
治《易經》，由國子生中式弘治十四年（1501年）辛酉科陕西鄉試第一名舉人（解元），年三十三歲中式正德三年（1508年）戊辰科會試第八十二名，第三甲第四十名進士。初授户部主事，升山西司郎中，嘉靖時官至按察司佥事。

## 家族
曾祖王信、祖王鑑、父王珤。母劉氏，慈侍下。弟誥、詔、謳。